# Anaxipha gilva
Anaxipha gilva är en insektsart som först beskrevs av Karsch 1893.  Anaxipha gilva ingår i släktet Anaxipha och familjen syrsor. Inga underarter finns listade i Catalogue of Life.